# Перетятькин, Михаил Георгиевич
Михаил Георгиевич Перетятькин — казахстанский математик, доктор физико-математических наук (1982) , профессор, главный научный сотрудник института математики и математического моделирования.
Число Эрдёша — 4.

## Научная деятельность

### Основные результаты
- Доказано, что для сильной конструктивизируемости однородной модели M полной разрешимой теории T вычислимость семейства S всех типов, реализуемых в M, недостаточна. Приводится соответствующий контрпример, а также точный критерий сильной конструктивизируемости M, включающий, кроме вычислимости S, некоторое условие эффективности для расширений типов из S.
- Опровергнута знаменитая гипотеза, упомянутая известной работе Майкла Морли, что теория, которая является {\displaystyle \aleph _{1}}-категоричной, но не {\displaystyle \aleph _{0}}-категоричной, не может быть конечно аксиоматизируемой[3].
- Найдена характеризация обобщенных алгебр Линденбаума для исчислений предикатов конечных богатых сигнатур, что обобщает и усиливает известные результаты У. Ханфа.
- Установлено, что любая алгебраическая декартова интерпретация сохраняет свойство быть модельной полной теорией.

### Основные публикации
- М. Г. Перетятькин, “О полных теориях с конечным числом счётных моделей”, Алгебра и логика, 12:5 (1973),  550–576
- М. Г. Перетятькин, “Критерий сильной конструктивизируемости однородной модели”, Алгебра и логика, 17:4 (1978),  436–454
- М. Г. Перетятькин, “Конечно аксиоматизируемые тотально трансцендентные теории”, Тр. Ин-та математики, 2 (1982),  88–135
- М. Г. Перетятькин, “Семантически универсальные классы моделей”, Алгебра и логика, 30:4 (1991),  414–431
- М. Г. Перетятькин, “Семантическая универсальность теорий над суперсписком”, Алгебра и логика, 31:1 (1992),  47–73
- M. G. Peretyat'kin, “First-order combinatorics and model-theoretical properties that can be distinct for mutually interpretable theories”, Siberian Adv. Math., 26:3 (2016), 196–214
- M. G. Peretyat'kin, “The Tarski-Lindenbaum algebra of the class of all prime strongly constructivizable models of algorithmic dimension one”, Сиб. электрон. матем. изв., 17 (2020),  913–922
- M. G. Peretyat'kin, “The property of being a model complete theory is preserved by Cartesian extensions”, Сиб. электрон. матем. изв., 17 (2020),  1540–1551

## Награды
- Награжден медалью Всесоюзного конкурса на лучшую научную работу студентов вузов по естественным и техническим наукам за работу "О сильно конструктивных моделях"[4].